# Flor de Gallo
Flor De Gallo, officiellt Flor De Gallo Huitzizilapan, är ett samhälle i kommunen Lerma i delstaten Mexiko i Mexiko. Orten hade 483 invånare vid folkräkningen år 2020.